# Spirotectinae
Spirotectinae es una subfamilia de foraminíferos bentónicos de la familia Nonionidae, de la superfamilia Nonionoidea, del suborden Rotaliina y del orden Rotaliida. Su rango cronoestratigráfico abarca desde el Campaniense hasta el Maastrichtiense (Cretácico superior).

## Clasificación
Spirotectinae incluye al siguiente género:
- Spirotecta †